# Пламен Узунов
Пламен Димитров Узунов е български политик, министър на вътрешните работи в служебното правителство на Огнян Герджиков, генерал-майор от резерва.

## Биография
Роден е на 13 април 1972 г. в Пловдив. Завършва Националната търговска гимназия в родния си град през 1990 г. След това завършва противодействие на престъпността и охрана на обществения ред в Академията на МВР в София. От 1993 до 2015 г. работи в системата на МВР в Пловдив. През 2003 г. завършва магистратура по право в Пловдивския университет. Между 2004 и 2006 г. е началник на сектор „Криминална полиция“ във II РПУ. Специализира в Будапеща и в Академията на МВР. От 2006 до 2010 г. е началник на сектор „Криминална полиция“ в ОДМВР в Пловдив. От 2013 е директор на МВР – Пловдив. Напуска системата като старши комисар и генерал-майор от резерва. От 2015 г. преподава на хонорар предметите криминалистика и оперативно-издирвателна дейност във Висшия университет по сигурност и икономика в Пловдив. Членува в Международната полицейска асоциация. От 27 януари до 4 май 2017 г. е министър на вътрешните работи. С указ № 122 от 9 май 2017 г. е назначен за секретар по правни въпроси и антикорупция на президента Румен Радев.